# Jateorhiza
Jateorhiza és un gènere de planta de la família de les menispermàcies.

## Taxonomia
The Plant List reconeix dues espècies acceptades:
- Jateorhiza macrantha (Hook.f.) Exell & Mendonça
- Jateorhiza palmata (Lam.) Miers